# 加茂裕治
加茂 裕治（かも ゆうじ）は、日本のテレビプロデューサー。
フジテレビディレクター、プロデューサーから、湾岸スタジオ所長を経て、現在は東京フイルム・メートの代表取締役社長。北海道出身。

## 人物
契約社員として、王東順の下で「なるほど!ザ・ワールド（81～96）」や「クイズ!年の差なんて」などのディレクターと経て、正社員に登用され中途入社。明石家さんま司会のバラエティ番組「生さんま みんなでイイ気持ち!」で初プロデュースをするも視聴率的に失敗し3ヶ月で打ち切りになるなどの不遇もあったが、三宅恵介率いる三宅班に移ってからは「やっぱりさんま大先生」や「明石家マンション物語」「明石家さんまのフジテレビ大反省会」「FNS27時間テレビ」「明石家サンタの史上最大のクリスマスプレゼントショー」などさんまと組む番組が多く、フジテレビにおいて三宅恵介と共にさんま担当と呼ばれていた。なお、年明け1発目放送・年末の放送でさんまが毎年ゲスト出演していた「ライオンのごきげんよう」も前任の山縣慎司から引き継ぎ、1996年から2014年まで担当。ごきげんように関しては大まかな演出を変えずに守った（目立つものでもオープニングテーマ変更とセット変更程度）。
「エブナイ」担当時代に山口智充（DonDokoDon）のものまねで一躍有名になる。ワンナイR&Rでゲスト出演したとんねるずの石橋貴明（ダーイシ男、モデルは石田弘）、木梨憲武（小港さん、モデルは港浩一）との共演を果たしている（山口の加茂P、石橋のダーイシ男、木梨の小港さんはFNSオールスターズOPにも登場）。
2009年編成制作局バラエティ制作センター室長に就任し現場を離れたが、2012年6月28日付けで編成制作局バラエティ制作部チーフゼネラルプロデューサーに就任し現場復帰となった。
2014年6月27日付けで総務局湾岸スタジオ所長に就任。製作現場から離れた。
2015年より、フジテレビ100%子会社となった制作プロダクション・東京フイルム・メートの代表取締役に就任。

## 主な担当番組

### 現在
- 天海祐希・石田ゆり子のスナックあけぼの橋（Special Thanks）

### 過去
- 明石家マンション物語（プロデューサー）
- 明石家ウケんねん物語（プロデューサー）
- あっぱれさんま大先生（2代目プロデューサー）
  - やっぱりさんま大先生（2代目プロデューサー）
- あっぱれ!!さんま大教授（プロデューサー）
- おそく起きた朝は…
- 雨ニモマケズ（プロデューサー）
- チノパン（木曜担当プロデューサー）
- エブナイ（木曜担当プロデューサー）
  - ワンナイTHURSDAY→ワンナイR&R（深夜時代）
- 七人のHOTめだま（ディレクター）
- クイズ!年の差なんて（ディレクター）
- なるほど!ザ・ワールド（ディレクター）
- SMAPのがんばりましょう（ディレクター）
- あっぱれ!!さんま新教授（プロデューサー）
- アイドリング!!!（チーフプロデューサー）
- ライオンのごきげんよう（プロデューサー → チーフプロデューサー、1996年 - 2009年・2012年 - 2014年）

### 特別番組
- '96総決算!! お騒がせ! 緊急・激白・仰天特番 北野・明石家の俺たちのワイドショー（プロデューサー）
- 第34回新春かくし芸大会1997（演出）
- 1997 FNS番組対抗!春の祭典スペシャル（演出）
  - 1997 FNS番組対抗!秋の祭典スペシャル（プロデューサー）
- ザッツお台場エンターテイメント!第6夜・お笑いの38年（プロデューサー）
- 明石家さんまのフジテレビ年末／春の大反省会（プロデューサー）
- 明石家サンタの史上最大のクリスマスプレゼントショー（プロデューサー → チーフプロデューサー）
- たけし・さんまの有名人の集まる店（プロデューサー）
- 金曜エンタテイメント
  - 心はロンリー気持ちは「…」第10・11弾（特番）
  - さんま・玉緒・美代子のいきあたりばったり珍道中（プロデューサー）
- チャンネルα
  - 開けマゴ!ジジババと40人の同族（2004年9月20日OA、チーフプロデューサー）
- 27時間テレビ
  - 「平成教育テレビ」で有名な「さんま車の車庫入れ企画」を初回（1991年）から関わり、「FNSオールスターズ（2001年）」でも「さんま・中居の今夜は眠れない」「さんまの中間反省会」を担当。
  - FNSの日スーパースペシャル 1億2000万人の平成教育テレビ（ディレクター）
  - FNSの日・1億2500万人の超夢列島～そのうちなんとか…23時間（チーフディレクター）
  - FNS1億2700万人の27時間テレビ夢列島（「やっぱりさんま大先生」コーナー担当プロデューサー）
  - FNS ALLSTARS 27時間笑いの夢列島（プロデューサー）
  - FNS27時間テレビ!!みんな笑顔のひょうきん夢列島!!（総合プロデューサー）
  - FNSの日26時間テレビ2009 超笑顔パレード 爆笑!お台場合宿!!（制作統括）
  - FNSの日26時間テレビ2010 超笑顔パレード 絆 爆笑!お台場合宿!!（制作統括）
  - FNS27時間テレビ めちゃ2デジッてるッ! 笑顔になれなきゃテレビじゃないじゃ～ん!!（制作）
  - FNS27時間テレビ 笑っていいとも!真夏の超団結特大号!!徹夜でがんばっちゃってもいいかな?（制作）
- 初詣!爆笑ヒットパレード（プロデューサー → チーフプロデューサー → 制作）
- 北半球で一番くだらない番組（プロデューサー）
- さんタク（スーパーバイザー）
- 雨ニモマケズ
- クイズ!年の差なんて2006（チーフプロデューサー）
- タモリ・たけし・さんまBIG3 世紀のゴルフマッチ（4代目・事実上の最後のプロデューサー、1998年 - 1999年）
- 熱血!紳助一座がゆく（プロデューサー）
- 有名人の妻大集合
- ザッツエンゲイテイメント（プロデューサー）
- 明石家さんまの9時から11時20分までスペシャル（1999年、プロデューサー）
- 独身有名人大集合!こんなお見合いあり!?スペシャル
- 星屑の街テレビ版
- オールスタープロ野球12球団対抗歌合戦（プロデューサー）
- 紳助の自業de自得
- 寛平の僕いろんな人とコントやりたいんだけどスペシャル
- さんまdeアミーゴ
- コント55号40周年コントちょっとだけ見せますスペシャル
- 有名人ごきげん親子大集合
- お笑い圧力団体2005・2006・2007（チーフプロデューサー）
- マリーアントワネット〜女のウワサ〜（チーフプロデューサー）
- ザ・ドキドキどっきり（チーフプロデューサー）
- ものまね王座大決定戦 史上最強トーナメント（チーフプロデューサー）
- 爆笑そっくりものまね紅白歌合戦（チーフプロデューサー）
- お笑い芸人歌がうまい王座決定戦スペシャル（チーフプロデューサー）